# مارکیو رزنده ده فریتاس
مارکیو رزنده ده فریتاس (زاده ۲۲ دسامبر ۱۹۶۰ در تیموتئو) یک داور سابق فوتبال برزیلی است. او بیش از ۱،۱۰۰ بازی را قضاوت کرده است که ۲۶۹ مورد آن در مسابقات قهرمانی کشور بین سال‌های ۱۹۸۹ تا ۲۰۰۵ قضاوت کرده است. وی در مسابقات جهانی و بازی‌های المپیک حضور داشت. او در سال ۲۰۰۴ به عنوان یکی از ۱۰ داور برتر جهان در نظر گرفته شد.